# Staša Gejo
Staša Gejo (serbisch-kyrillisch Сташа Гејо; * 25. November 1997 in Niš, Serbien) ist eine serbische Sportkletterin.

## Karriere
Staša Gejo begann 2004 zu klettern. Sie nimmt an Wettkämpfen in den Kategorien Bouldern, Lead, Speed und Kombination teil. Ihr Spezialgebiet liegt allerdings beim Bouldern. 2013 gewann sie den ersten Junioren Europacup in Laval, Frankreich in der Kategorie Boulder. 2015 wurde sie Juniorenweltmeisterin in Arco, Italien. Sie gewann die Europameisterschaft 2017 sowie die World Games 2017 im Boulder. An der Europameisterschaft 2020 in Moskau wurde sie Zweite in der Kombination, was knapp nicht für die Qualifizierung für die Olympischen Spiele in Tokio reichte. Gejo klettert zudem am Fels Boulder und Sportkletterrouten in hohen Schwierigkeitsbereichen. Am 5. November 2022 kletterte sie mit Mécanique Élémentaire ihren ersten Boulder im Schwierigkeitsgrad Fb. 8b+.

## Erfolge (Auswahl)

### Wettkampfklettern
(Quelle: )
- 6. Platz Gesamtwertung Weltcup 2021, 2023 (Boulder)
- 3. Platz Kletterweltmeisterschaft 2021, Moskau, Russland (Boulder)
- 2. Platz Europameisterschaft 2020, Moskau, Russland (Kombination)
- 3. Platz Europameisterschaft 2020, Moskau, Russland (Boulder)
- 11. Platz Europameisterschaft 2020, Moskau, Russland (Speed)
- 3. Platz Kletterweltmeisterschaft 2018, Innsbruck, Österreich (Boulder)
- 1. Platz World Games 2017, Breslau, Polen (Boulder)
- 3. Platz Europameisterschaft 2017, München, Deutschland (Kombination)
- Europameisterin 2017, München, Deutschland (Boulder)
- Junioreneuropameisterin 2016, Längenfeld, Österreich (Boulder)
- Junioreneuropameisterin 2015, L’Argentière-la-Bessée, Frankreich (Boulder)
- Juniorenweltmeisterin 2015, Arco, Italien (Boulder)
- Juniorenvizeeuropameisterin 2014, Arco, Italien (Boulder)

### Boulder
(Quelle: )
Fb. 8b+ (V14)
- Mécanique Élémentaire – Fontainebleau, Frankreich – 5. November 2022

Fb. 8b (V13)
- Mooiste Meisie – Rocklands, Südafrika – 19. Juli 2021
- The Arch – Rocklands, Südafrika – 5. Juli 2021

Fb. 8a+ (V12)
- El Gauhara – Zillertal, Österreich – 12. April 2022
- Delusions of Grandeur – Chironico, Schweiz – 3. Januar 2022
- Oral Office – Rocklands, Südafrika – 9. Juli 2021
- Shosholza – Rocklands, Südafrika – 4. Juli 2021
- Backgammon – Frankenjura, Deutschland – 1. Mai 2021
- Jack’s broken heart – Magic Wood, Schweiz – 18. Juli 2020

### Sportklettern am Fels
(Quelle: )
8c (5.14b)
- Battle Cat – Frankenjura, Deutschland – 6. Oktober 2021

8b+ (5.14a)
- Cringer – Frankenjura, Deutschland – 15. Mai 2020
- Butnskala – Celje, Slowenien – 7. Oktober 2017
- Memento – Celje, Slowenien – 1. Oktober 2017